# Луї де Бройль
Луї де Бройль (фр. Louis-Victor-Pierre-Raymond, 7th duc de Broglie; 15 серпня 1892 — 19 березня 1987) — французький фізик, один з творців сучасної квантової механіки. Професор Паризького університету (з 1928), член (з 1933) і неодмінний секретар (з 1942) Паризької АН, іноземний член АН СРСР (з 1958).
У докторській дисертації (1924), виконаній під керівництвом Поля Ланжевена, висунув ідею про хвильові властивості матерії (хвилі де Бройля). Ця концепція відома як гіпотеза де Бройля, приклад подвійності хвиль — частинок і є центральною частиною теорії квантової механіки. (Нобелівська премія, 1929). Бройль займався також релятивістською квантовою механікою, теорією електронів, питаннями будови атомного ядра, поширення електромагнітних хвиль у хвильоводах.
Де Бройль отримав Нобелівську премію з фізики в 1929 році, після того, як хвилеподібна поведінка матерії була вперше експериментально продемонстрована в 1927 році.
Пілотна модель хвиль 1925 р. та хвилеподібна поведінка частинок, виявлених де Бройлем, використовував Ервін Шредінгер при формулюванні хвильової механіки. Модель та інтерпретація були покинуті, на користь квантового формалізму, до 1952 року, коли її знову було розкрито та вдосконалено Девідом Бомом.
Луї де Бройль був шістнадцятим членом, обраним на посаду 1 місця у Французькій академії у 1944 р. Та обіймав посаду постійного секретаря Французької академії наук. Де Бройль також став першим науковцем високого рівня, який закликав створити багатонаціональну лабораторію, пропозицію, яка призвела до створення Європейської організації ядерних досліджень (CERN).

## Біографія

### Походження та освіта
Предком Луї де Бройля був Франсуа-Марі, 1-й герцог Бройль (1671–1745), маршал Франції при Людовику XIV.
Луї де Бройль належав до знаменитої аристократичної родини Бройлів, представники якої протягом кількох століть займали важливі військові та політичні посади у Франції. Батько майбутнього фізика, Луї-Альфонс-Віктор, 5-й дюк Бройль, був одружений з Поліною д'Армалель, онукою наполеонівського генерала Філіпа Поля, графа де Сегюра. У них було п'ятеро дітей; крім Луї, це: Альбертина (1872–1946), згодом Маркіза де Луппе; Моріс (1875–1960), згодом відомий експериментальний фізик; Філіп (1881–1890), який помер за два роки до народження Луї, та Поліна, Комтеса де Панге (1888–1972), майбутня відома письменниця. Луї народився в Діппе, Сена-Морський. Будучи наймолодшою дитиною в сім'ї, Луї ріс у відносній самотності, багато читав, захоплювався історією, особливо політичною. З раннього дитинства він мав добру пам'ять і міг точно прочитати уривок з театральної постановки або дати повний список міністрів Третьої Французької Республіки. Для нього було передбачено велике майбутнє як державного діяча.
Де Бройль думав про кар'єру в галузі гуманітарних наук і отримав ступінь історії. Згодом він зосередив увагу на математиці та фізиці та отримав ступінь фізика. З початком Першої світової війни в 1914 р. Він запропонував свої послуги армії з розвитку радіозв'язку.

### Військова служба. Науково-педагогічна кар'єра
Його дисертація 1924 р. «Recherches sur la théorie des quanta» (Дослідження квантової теорії) представила його теорію електронних хвиль. Сюди входила теорія подвійності хвиль і частинок матерії, заснована на роботі Макса Планка та Альберта Айнштайна про світло. Це дослідження завершилося гіпотезою, яка стверджує, що будь-яка рухома частинка або предмет мають пов'язану з ним/нею хвилю. Таким чином Де Бройль створив нове поле у фізиці, хвильову механіку, що об'єднує фізику енергії (хвилі) і речовини (частинки). За це він отримав Нобелівську премію з фізики в 1929 році.
У пізній кар'єрі де Бройль працював над розробкою причинного пояснення хвильової механіки на противагу теоретичним моделям, які домінують у квантовій механічній теорії; він був удосконалений Девідом Бомом у 1950-х роках. Ця теорія з тих пір відома як теорія Де Бройля – Бома.
Окрім суворо-наукової праці, де Бройль думав і писав про філософію науки, в тому числі про значення сучасних наукових відкриттів.
Де Бройль став членом Академії наук в 1933 р., І був постійним секретарем академії з 1942 р. Його попросили приєднатися до Le Conseil de l'Union Catholique des Scientifiques Francais, але він відмовився, оскільки був нерелігійним. 12 жовтня 1944 р. Його обрали в Академію Франсуаза, замінивши математика Еміля Пікара. Через смерть та ув'язнення членів Академії під час окупації та інші наслідки війни, Академія не змогла досягти кворуму з двадцяти членів для його обрання; через виняткові обставини, однак, його одностайно обрали сімнадцять присутніх членів. У заході, унікальній в історії Академії, його прийняв власний брат Моріс, який був обраний у 1934 р. ЮНЕСКО присудив йому в 1952 році першу премію Калінги за його роботу з популяризації наукових знань, і він 23 квітня 1953 року обраний іноземним членом Королівського товариства.
Луї став 7-м герцогом де Брольї в 1960 році після смерті без спадкоємця свого старшого брата Моріса, 6-го герцога де Брольї, також фізика.
У 1961 році він отримав титул лицаря Великого Хреста в Легіоні. Де Бройлі був удостоєний посади радника Вищої комісії з атомної енергії Франції у 1945 році за його зусилля по зближенню промисловості та науки. Він створив центр прикладної механіки в Інституті Анрі Поанкаре, де проводилися дослідження оптики, кібернетики та атомної енергії. Він надихнув на створення Міжнародної академії квантової молекулярної науки та був першим членом. Його похорон відбувся 23 березня 1987 року в церкві Сен-П'єр-де-Ньой .
Луї ніколи не був одружений. Коли він помер у Лувенсьєні, наступним 8-м герцогом де Брольї став його далекий двоюрідний брат Віктор-Франсуа.

## Нагороди
- Нобелівська премія, 1929
- Число Ердеша — 5
- 1932 Премія Альберта I, князя Монако
- 1938 Медаль Макса Планка
- 1944 Член Французької академії
- 1952 Премія Калінги ЮНЕСКО
- 1953 Член Королівського товариства

На честь фізика названо астероїд 30883 де Бройль

## Наукові праці
- де Брогль Л. Введение в волновую механику = Introduction à l'étude de la mécanique ondulatoire. — Х.-К. : ГНТИ Украины, 1934. — 238 с.
- де Бройль Л. Избранные научные труды. — М. : Логос; МГИП; Академия Медиаиндустрии; Принт-Ателье, 2010–2014. — 556+624+528+466 с.
- де Бройли Л. Магнитный электрон. Теория Дирака = L'electron magnetique (theorie de Dirac). — Х. : ГНТИ Украины, 1934. — 238 с.
- де Бройль Л. По тропам науки = Sur les sentiers de la science. — М. : ИЛ, 1962. — 408 с.
- де Бройль Л. Революция в физике = La physique nouvelle et les quanta. — М. : Атомиздат, 1965. — 232 с.
- де Бройль Л. Соотношения неопределенностей Гейзенберга и вероятностная интерпретация волновой механики = Les incertitudes d'Heisenberg et l'interpretation probabiliste de la méchanique ondulatoire. — М. : Мир, 1986. — 344 с.
- де-Бройль Л. Электромагнитные волны в волноводах и полых резонаторах = Problèmes de propagation guidée des ondes électromagnéques. — М. : ИЛ, 1948. — 107 с.